# افتادن در دام تو
«افتادن در دام تو» (به انگلیسی: Falling into You) آلبومی از هنرمند اهل کانادا سلین دیون است که در ۸ مارس ۱۹۹۶ منتشر شد.